# Lophocampa distincta
Lophocampa distincta är en fjärilsart som beskrevs av Rothschild 1909. Lophocampa distincta ingår i släktet Lophocampa, och familjen björnspinnare. Inga underarter finns listade i Catalogue of Life.